# Simon w krainie rysunków
Simon w krainie rysunków (ang. Simon in the Land of Chalk Drawings, 1977–1978) – brytyjski serial animowany.

## Opis fabuły
Serial opowiada o przygodach młodego chłopca – Simona, który uwielbia rysować za pomocą kredy. Postacie narysowane przez niego stają się prawdziwe i zapraszają go do swojej krainy do której wejście prowadzi po drabinie.

## Spis odcinków
| N/o            | Polski tytuł | Angielski tytuł                        |
| -------------- | ------------ | -------------------------------------- |
|                |              |                                        |
| SERIA PIERWSZA |              |                                        |
|                |              |                                        |
| 01             |              | Simon and the Early Morning            |
|                |              |                                        |
| 02             |              | Simon and the Chalk Drawing Cars       |
|                |              |                                        |
| 03             |              | Simon and the Dinosaur                 |
|                |              |                                        |
| 04             |              | Simon and the Knight                   |
|                |              |                                        |
| 05             |              | Simon and the Rainbow                  |
|                |              |                                        |
| 06             |              | Simon and the Pied Piper               |
|                |              |                                        |
| 07             |              | Simon and the Robot                    |
|                |              |                                        |
| 08             |              | Simon and the Measles                  |
|                |              |                                        |
| 09             |              | Simon and the Flags                    |
|                |              |                                        |
| 10             |              | Simon and the Chalk Drawing Sports Day |
|                |              |                                        |
| 11             |              | Simon and the Pop Singer               |
|                |              |                                        |
| 12             |              | Simon and the Detective                |
|                |              |                                        |